# Finlandia en los Juegos Paralímpicos de Atlanta 1996
Finlandia estuvo representada en los Juegos Paralímpicos de Atlanta 1996 por un total de 65 deportistas, 53 hombres y 12 mujeres.

## Medallistas
El equipo paralímpico finlandés obtuvo las siguientes medallas:
| Nombre | Deporte          | Evento                     |
| --- | ---------------- | -------------------------- |
| Oro |                  |                            |
| Mikael Saleva | Atletismo        | Jabalina F54 masculino     |
| Juha Oikarainen Jani Kallunki Marko Kauppila Asko Kinnunen Jorma Kivinen Arttu Mäkinen                                                                                   | Golbol           | Torneo masculino           |
| Jari Kurkinen Matti Launonen | Tenis de mesa    | Equipo 1-2 masculino       |
| Martti Rantavuori | Tiro con arco    | Individual W1 masculino    |
| Plata |                  |                            |
| Rauno Saunavaara | Atletismo        | Jabalina F53 masculino     |
| Merja Hanski Iris Keitel Mari Pekkala Tarja Pelkonen Maria-Terttu Piiroinen                                                                                              | Golbol           | Torneo femenino            |
| Eeva-Riitta Fingerroos | Natación         | 100 m espalda B1 femenino  |
| Eeva-Riitta Fingerroos | Natación         | 100 m mariposa B1 femenino |
| Matti Launonen | Tenis de mesa    | Individual 1 masculino     |
| Bronce |                  |                            |
| Eeva-Riitta Fingerroos | Natación         | 100 m libre B1 femenino    |
| Eeva-Riitta Fingerroos | Natación         | 200 m estilos B1 femenino  |
| Jari Kurkinen | Tenis de mesa    | Individual 2 masculino     |
| Keijo Hänninen Jari Heino Petri Kapiainen Jukka Laine Esa Liukkonen Lauri Melanen Pekka Norola Matti Pulli Reijo Salonen Sami Tervo Veli-Matti Tuominen Lauri Venäläinen | Voleibol sentado | Torneo masculino           |